# Palazzo del Quirinale

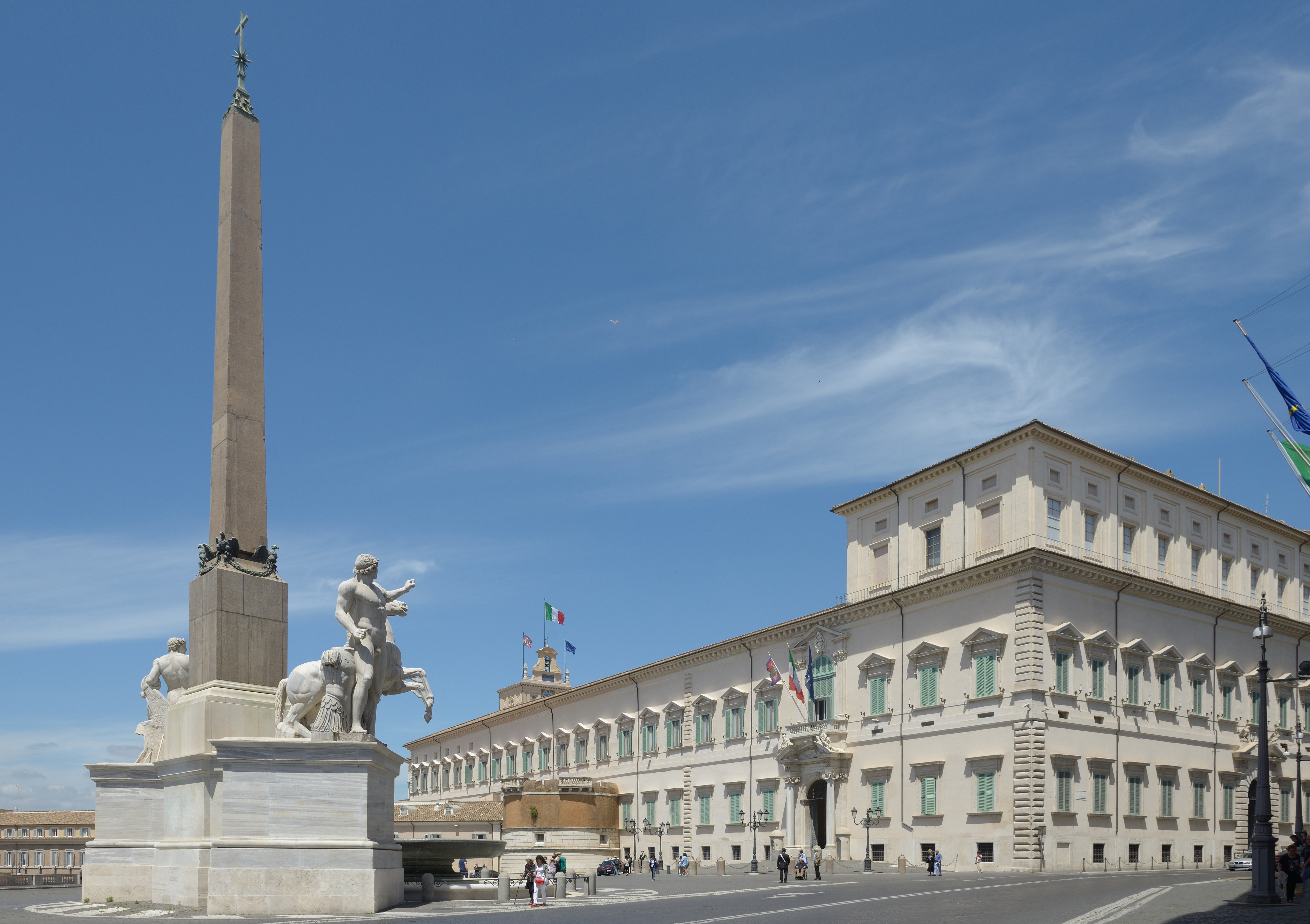
Palazzo del Quirinale

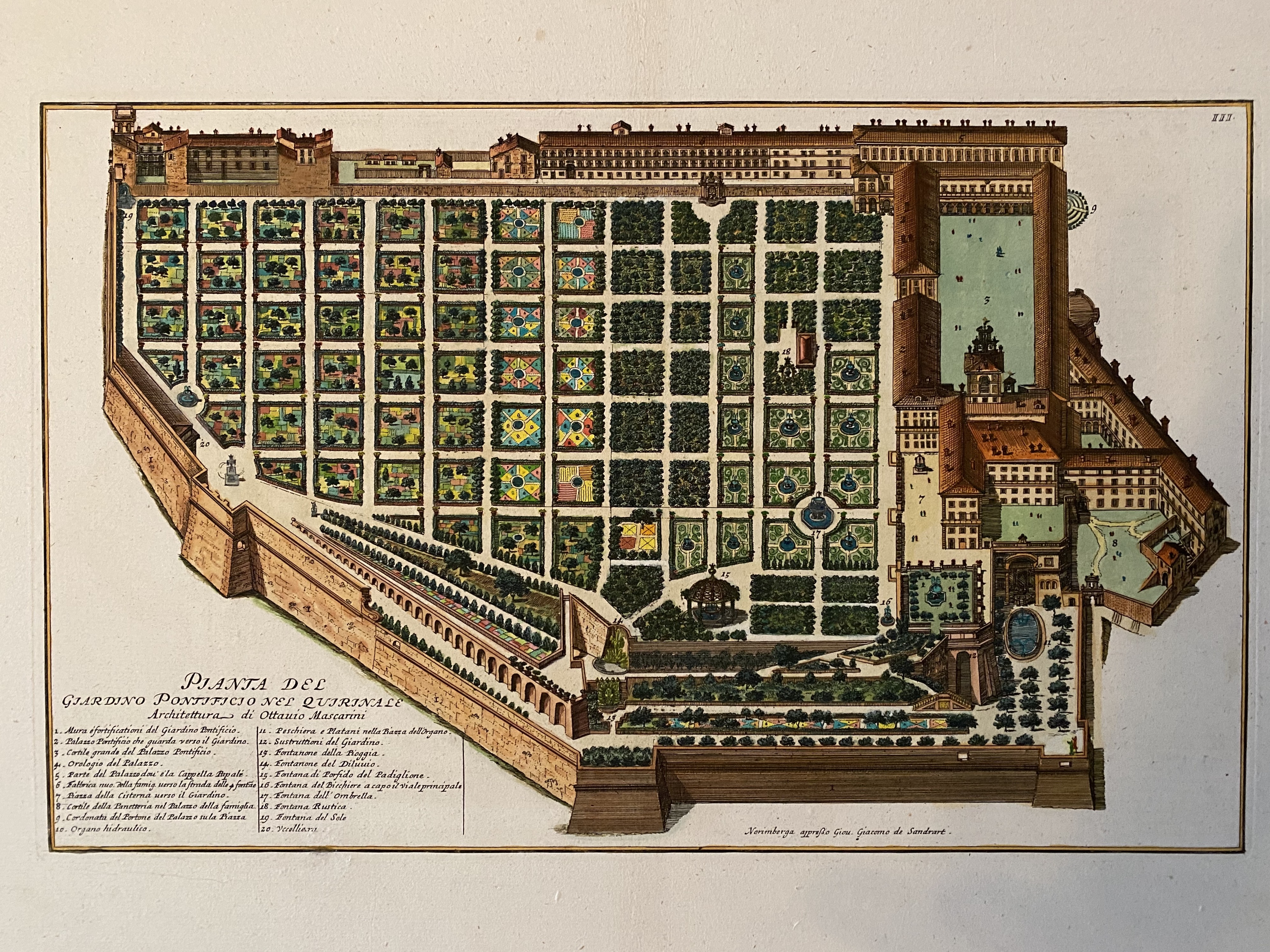
Palazzo del Quirinale in 1683 door Giovanni Battista Falda

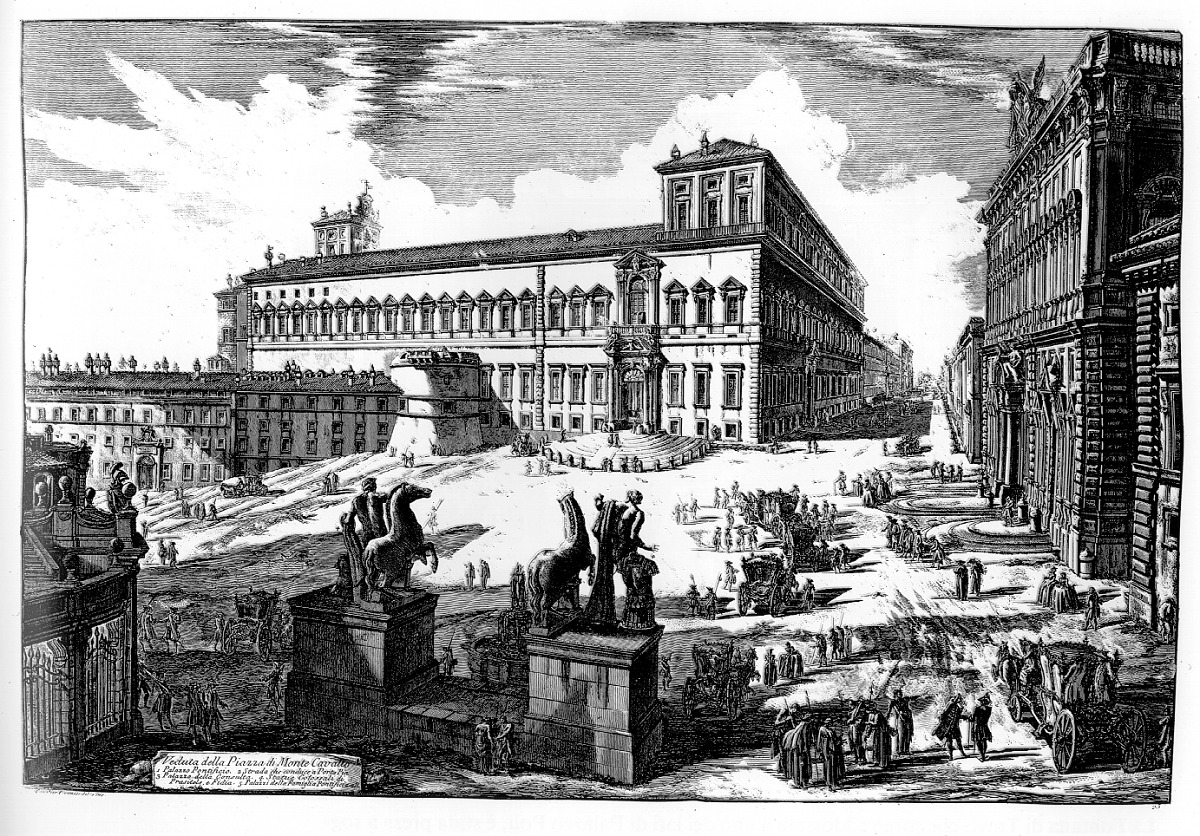
Palazzo del Quiriniale in de 18e eeuw door Giovanni Piranesi

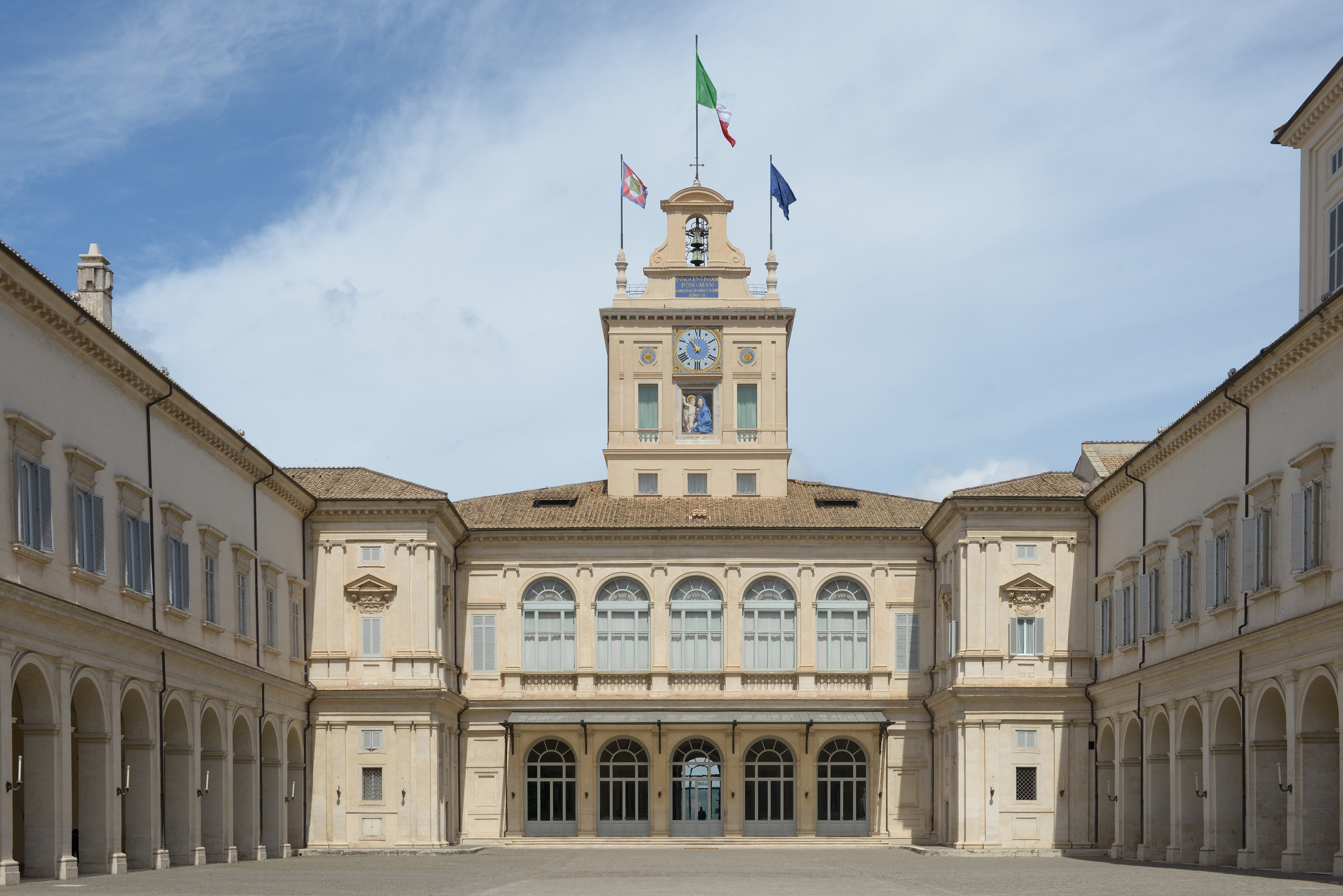
Binnenplaats van het Palazzo del Quirinale, met een zesurige klok op de toren

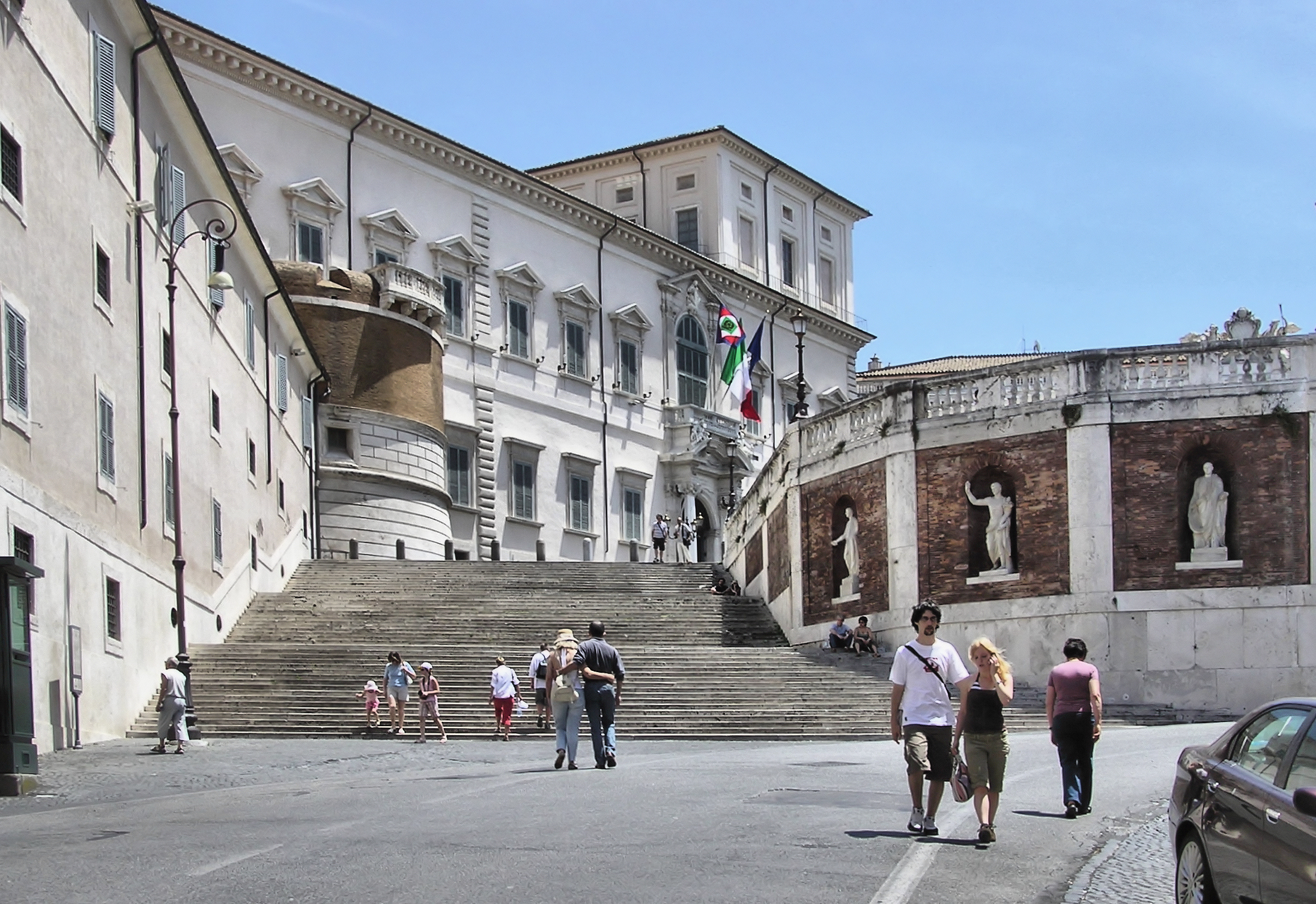
Palazzo del Quirinale

Het Palazzo del Quirinale of Quirinaalpaleis is een beroemd renaissancepaleis, een palazzo, gelegen op de heuvel Quirinaal in de Italiaanse hoofdstad Rome. Momenteel is het de officiële residentie van de Italiaanse president, maar oorspronkelijk werd het door verschillende pausen gebruikt als zomerverblijf. Het paleis heeft een oppervlakte van 110.500 m², en is daarmee een van de grootste residenties van een staatshoofd in de wereld. 

## Pauselijke residentie
Omdat de omgeving van het Vaticaan eertijds een kwalijke reputatie genoot als oord waar de malaria welig tierde, liet paus Gregorius XIII in 1583 een zomerresidentie bouwen op de Quirinaal, de hoogste van Rome's zeven heuvelen. Op deze plek bevond zich oorspronkelijk een villa die eerst toebehoorde aan twee kardinalen, aanvankelijk aan Oliviero Carafa (1430-1511) en daarna aan Ippolito d’Este (1509-1572), een zoon van de beruchte Lucrezia Borgia. Clemens VIII was de eerste paus die (in 1592) in het paleis ging wonen. Paulus V maakte er zijn vaste verblijf van. In de loop der jaren werden verschillende opeenvolgende architecten belast met de leiding van de bouwactiviteiten: onder hen zijn Carlo Maderno en Gian Lorenzo Bernini wel de voornaamste. Rond 1735 kreeg het paleis uiteindelijk zijn huidige vorm.
Tweeëntwintig pausen overleden in het Quirinaal, en vier werden er verkozen (alle in de 19e eeuw) in de Capella Paolina: Leo XII, Pius VIII, Gregorius XVI en Pius IX. Het paleis bleef tot het einde van de Kerkelijke Staat in 1870 gelden als het zomerverblijf van de pausen.

## Tijdelijk in Franse handen
In 1798, na het uitroepen van de Romeinse Republiek, ontvoerde Napoleon Bonaparte van hieruit de doodzieke paus Pius VI. De geschiedenis herhaalde zich in 1809 toen 150 soldaten van Napoleon zich met geweld toegang verschaften tot het paleis om Pius VII te arresteren. Daarbij hoefde er verder geen geweld meer gebruikt te worden, omdat de paus zijn Zwitserse Garde had verboden zich te verzetten. Pius VII werd gevankelijk meegenomen naar Fontainebleau. Nadien bleef het Quirinaal enkele jaren in Franse handen, tot de paus in 1814 na de val van Napoleon en het Congres van Wenen uit ballingschap mocht terugkeren.

## HetRisorgimento
In 1848 werd Pius IX gedwongen (met een list en onder zware vermomming) uit het Quirinaal weg te vluchten voor de troepen van Garibaldi en Mazzini. Het volgende jaar reeds kon de paus terugkeren, maar hij nam zijn intrek niet meer in het Quirinaal.
In 1870 was de Italiaanse eenmaking voltooid en werd Rome uitgeroepen tot hoofdstad van het nieuwe koninkrijk Italië. Toen vervolgens besloten werd dat het Quirinaal voortaan het koninklijk paleis zou worden, moesten de pausen het definitief verlaten. De hardleerse Pius IX weigerde echter de sleutels af te geven en nam ze mee, waarna men de poorten met breekijzers moest forceren.

## Eerst koninklijk, daarna presidentieel paleis
De vier Italiaanse koningen uit het huis Savoye namen nu hun intrek in het Quirinaalpaleis, waar nog op 8 januari 1930 het huwelijk werd ingezegend tussen kroonprins Umberto en prinses Marie José van België, dochter van koning Albert I. Umberto werd de laatste Italiaanse koning en zou slechts minder dan één maand regeren. 
 Nadat de Italiaanse bevolking zich in 1946 bij referendum voor de invoering van de republiek had uitgesproken, ging de koning (op 2 juni 1946) in vrijwillige ballingschap.
Vanaf dat ogenblik werd het Quirinaalpaleis de officiële residentie van de Italiaanse presidenten. Tussen 1962 en 1978 hebben de opeenvolgende presidenten er ook daadwerkelijk gewoond, maar vandaag de dag heeft het enkel nog een ceremoniële functie.

## Bezichtiging
Het Quirinaalpaleis kan twee dagen per maand bezocht worden, elke tweede en vierde zondag van de maand (uitgezonderd tussen half juli en eind augustus). Elke dag, om 15.10u én wanneer het weer het toelaat, kan men op het plein vóór het paleis de traditionele wisseling van de wacht bekijken.

## Kunstwerken
In het gebouw zijn schilderijen van  Jan Frans van Bloemen en Jan Miel, en de wandtapijten van Jean en Guillaume  Dermoyen, Jacobus van Zeunen,  Antoine Sallaert en Michiel Coxie te bezichtigen. Daarnaast zijn er werken van Jan Rost, Joost van Herzeele, Jan van Leefdael, Geraert van der Strecken, Jacob Jordaens, Guillaume Roelants, Hendrik de Puttere, Jan Cordijs, Joris Leemans, Jan Frans Cornelissen, Justus van Egmont, Joris Rombouts, Rafaël, Philips Wauters, Guillaume Werniers, Cornelis Schut, Frans van den Hecke en Peter Paul Rubens die niet te bezichtigen zijn. 